# Stefan Jastrzębski

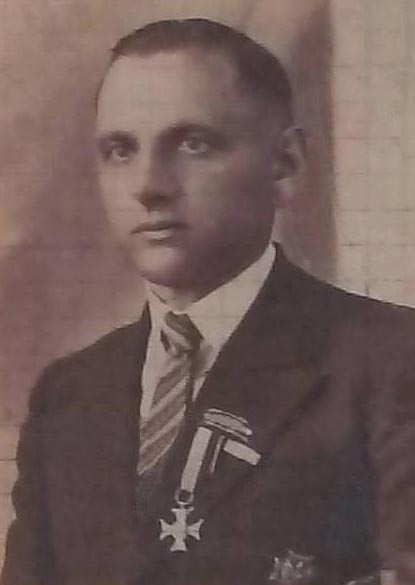
Stefan Jastrzębski w okresie dwudziestolecia międzywojennego.

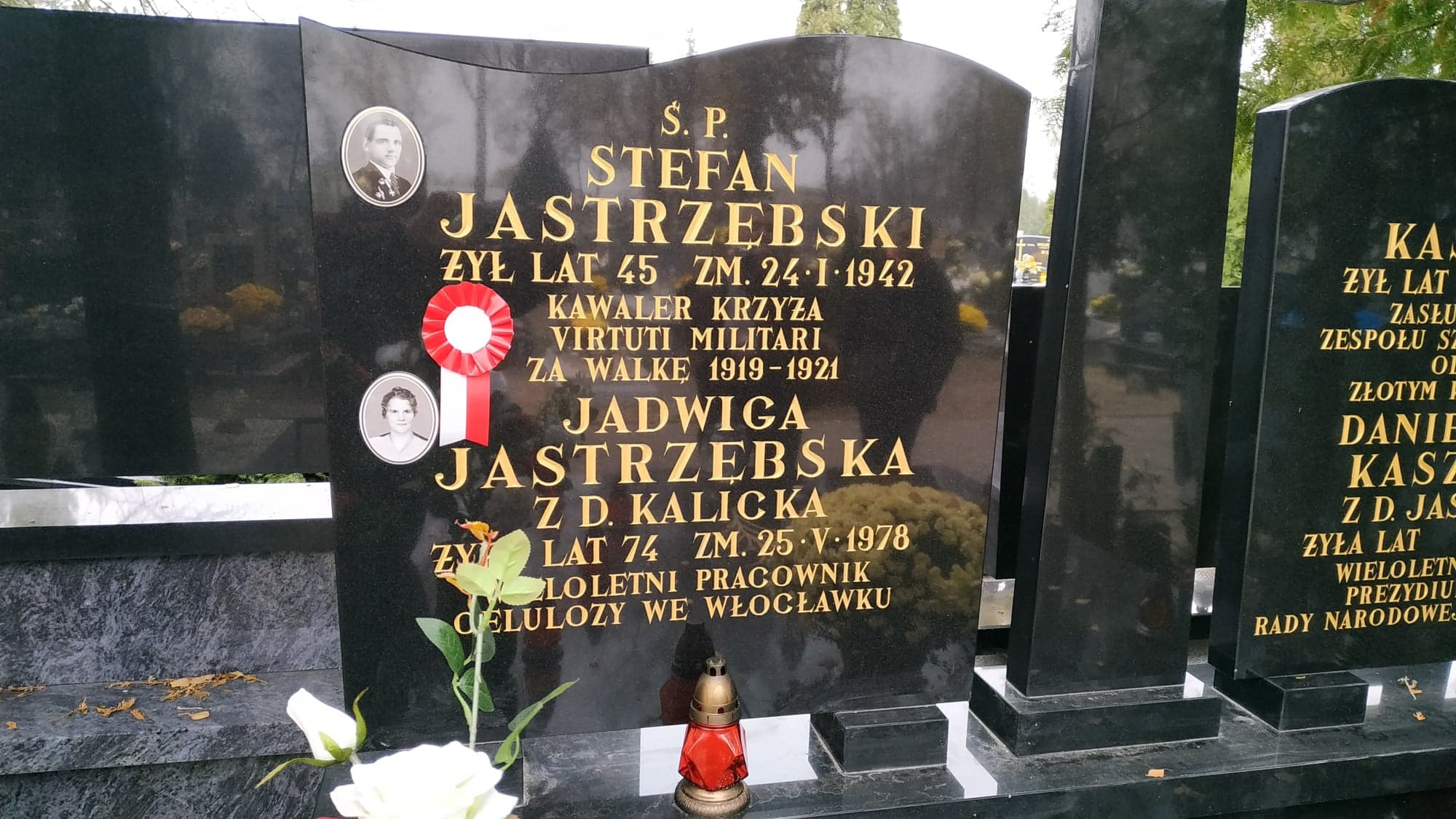
Tablica nagrobna Stefana Jastrzębskiego i jego żony Jadwigi.

Stefan Jastrzębski (ur. 26 maja 1895 w Gorzechowie, zm. 24 stycznia 1942 we Włocławku) – kapral piechoty Wojska Polskiego, uczestnik wojny polsko-bolszewickiej, inwalida wojenny, kawaler Krzyża Srebrnego Orderu Wojskowego Virtuti Militari.

## Wojna polsko-bolszewicka
Urodził się w dniu 26 maja 1895 roku w Gorzechowie k. Płocka, w rodzinie Jana i Jadwigi z Prusakowskich. Jego akt urodzenia sporządzony został w rzymskokatolickiej parafii w Siecieniu (obecnie parafia św. Józefa). W roku 1913 ukończył cztery klasy szkoły powszechnej w Główinie. Przed wojną pomagał ojcu w prowadzeniu gospodarstwa rolnego.
W dniu 6 maja 1919 r. został wcielony do Wojska Polskiego i skierowany do Łodzi, skąd 22 czerwca tr. wyjechał wraz z uzupełnieniami do 31 pułku piechoty – na front ukraiński (nad Zbrucz, w okolice Borszczowa). Następnie w szkole podoficerskiej w Wilnie (od września 1919 r. do stycznia 1920 r.), którą ukończył z wynikiem dobrym, awansując do rangi kaprala. Powrócił do macierzystego pułku stacjonującego na Litwie, po czym wyjechał na front bolszewicki - nad Berezynę. Będąc żołnierzem 31 pułku strzelców kaniowskich, wchodzącego w skład 10 Dywizji Piechoty, wziął udział w wojnie polsko-bolszewickiej - uczestniczył w starciach pod Izabelinem i nad Bugiem. Walcząc w 4. kompanii I batalionu 31 pp odznaczył się w dniu 4 sierpnia 1920 r. w bitwie pod Buszkami (w pobliżu miasta Sarnaki nad Bugiem), kiedy to przeważające siły bolszewików zaatakowały jego kompanię, a on jako dowódca sekcji, pomimo okrążenia, utrzymał swą redutę, przerwał linie wroga zadając mu straty i dołączył do swych oddziałów. Następnego dnia został ciężko ranny – wybuch szrapnela ciężko ranił go w lewą nogę powyżej kolana. Nie został ewakuowany z pola bitwy, zaopiekowali się nim miejscowi wieśniacy, ukrywając go przed bolszewikami. W dniu 24 sierpnia zabrał go oddział saperów wielkopolskich i odstawił do szpitala wojskowego w Siedlcach. Tutaj amputowano mu (w dniu 27 sierpnia 1920 r.) nogę, której już nie dało się uratować (następnie przebywał jeszcze w szpitalu w Grudziądzu). Za wykazane w bitwie pod Buszkami męstwo, kapral Stefan Jastrzębski odznaczony został, przez Wodza Naczelnego marszałka Józefa Piłsudskiego, Krzyżem Srebrnym Orderu Wojennego Virtuti Militari nr 590. Odznaczenie nastąpiło na mocy dekretu L.2660 z dnia 28 lutego 1921 r., opublikowanego w Dzienniku Personalnym Ministerstwa Spraw Wojskowych Nr 12 z dnia 26 marca 1921 roku.

## Po wojnie polsko-bolszewickiej
Po zakończeniu działań wojennych została mu przyznana renta inwalidy wojennego. W dniu 1 stycznia 1927 roku zawarł w Sobowie związek małżeński z Jadwigą z Kalickich (ur. 21 listopada 1903, zm. 25 maja 1978), z którą mieli trójkę dzieci: Włodzimierza Eugeniusza (ur. 29 lipca 1927, zm. 27 listopada 1986), Danielę Irenę (ur. 24 maja 1929) i Dionizego Wiesława (ur. 2 listopada 1935, zm. 11 kwietnia 2015).
W okresie dwudziestolecia międzywojennego prowadził trafikę w okolicach Dobrzynia nad Wisłą.
Zmarł 24 stycznia 1942 roku we Włocławku, a bezpośrednią przyczyną jego śmierci była choroba płuc. Spoczywa, razem z żoną Jadwigą, na włocławskim Cmentarzu Komunalnym (sektor 90-1-5).

## Ordery i odznaczenia
- Krzyż Srebrny Orderu Wojskowego Virtuti Militari nr 590 (28 lutego 1921)[7][9]
- Odznaka za Rany i Kontuzje[10]
- Odznaka Pamiątkowa Frontu Litewsko-Białoruskiego[10]